# Valle del Marga-Marga
Valle del Marga-Marga es una denominación de origen chilena para vinos procedentes del área vitícola homónima que se ajusten a los requisitos establecidos por el Decreto de Agricultura n.º 464 de 14 de diciembre de 1994, que establece la zonificación vitícola del país y fija las normas para su utilización como denominaciones de origen.
El Valle del Marga-Marga se encuadra dentro de la región vitícola de Aconcagua y comprende la comuna de Quilpué, situada en la Provincia de Marga-Marga.